# Hypephyra subangulata
Hypephyra subangulata là một loài bướm đêm trong họ Geometridae.